# Fillièvres
Fillièvres település Franciaországban, Pas-de-Calais megyében. Lakosainak száma 512 fő (2022. január 1.). Fillièvres Willeman, Linzeux, Quœux-Haut-Maînil, Rougefay, Wail, Aubrometz, Blangerval-Blangermont, Buire-au-Bois, Conchy-sur-Canche, Galametz és Haravesnes községekkel határos.

## Népesség
A település népességének változása:
| Lakosok száma | 504  | 493  | 506  | 509  | 517  | 516  | 514  | 513  | 512  |
|               | 2013 | 2015 | 2016 | 2017 | 2018 | 2019 | 2020 | 2021 | 2022 |